# 木梨サイクル
木梨サイクル（きなしサイクル）
- お笑いコンビ・とんねるずの木梨憲武の実家が東京都世田谷区祖師谷で営んでいる自転車店の屋号[1]。自転車販売以外にも「木梨サイクル」ブランドとして特製オフィシャルグッズを販売している。また、憲武本人のブログのタイトルにもなっている。ちなみに店の脇にある階段を登ると2階に、喫茶店「なごみ堂」がある。
- その木梨がホストを務めたバラエティ番組のタイトル。本項で詳述。

『木梨サイクル』（きなしサイクル）は、フジテレビ系列で2001年11月2日から2002年9月27日まで毎週金曜日 23:30 - 23:50（JST）に放送されていたトークバラエティ番組。

## 概要
とんねるずの木梨憲武がホスト（案内役）として毎回ゲストを交えてロケ先でトークをするバラエティ番組。番組コンセプトは「ゲストによって内容を決める キャスティング先行型・自転車操業方面の番組」。第1回のゲストは矢沢永吉。
木梨の実家である『木梨サイクル』の実際の店舗がオープニングの舞台として使われていた。
毎回ゲストに自転車（本当に実家の店からかは不明）をプレゼントしていた。

## 出演者
ホスト（MC）
- 木梨憲武（とんねるず）

ゲスト
毎回異なる芸能人1名が出演。

## スタッフ
- ナレーション：山崎優
- 企画構成：おちまさと
- 技術：藤江雅和
- カメラ：元木宏
- 音声：松本政利、増田周生
- 映像調整：塚本修
- 照明：小田原敬
- 美術制作：井上幸夫（フジテレビ）
- デザイン：棈木陽次（フジテレビ）、COCCA
- 美術進行：村瀬大
- 衣裳：浅見彰、富岡祥寿
- メイク：福田郁子
- VTR編集・MA：IMAGICA
- 音響効果：松下俊彦
- タイムキーパー：江野澤郁子
- 広報：かまやつ太郎
- ディレクター：松藤豪、世良田佳男、木原猛
- プロデューサー：佐々木将（フジテレビ）、小西寛
- プロデューサー・演出：水口昌彦、大野高義 → 関卓也（フジテレビ）、工藤浩之
- 技術協力：八峯テレビ、ニユーテレス、FLT
- 協力：Arrival（尾崎充）
- 制作協力：K-max
- 制作：フジテレビバラエティ制作センター

| フジテレビ系 金曜日23:30 - 23:50枠               | フジテレビ系 金曜日23:30 - 23:50枠 | フジテレビ系 金曜日23:30 - 23:50枠 |
| 前番組                                           | 番組名                             | 次番組                             |
| ------------------------------------------------ | ---------------------------------- | ---------------------------------- |
| とりあえず4回だけ帰ってきた 桑田佳祐の音楽寅さん | 木梨サイクル                       | 木梨ガイド・週末の達人             |